# Mario Baldassarri
Mario Baldassarri (ur. 10 września 1946 w Maceracie) – włoski ekonomista i polityk. W latach 2006–2013 sprawował mandat senatora.

## Biografia
Urodzony w Macerata, w latach 2001–2006 był wiceministrem gospodarki i finansów w drugim i trzecim rządzie Silvio Berlusconiego.
Od lutego 2009 roku Baldassarri jest prezydentem Konfederacji Włoskich Przedsiębiorców na Świecie, organizacji założonej w 2004 pod auspicjami włoskiego ministra spraw zagranicznych i ministra Włoch mieszkających za granicą w celu tworzenia synergii pomiędzy przedsiębiorcami we Włoszech i włoskimi przedsiębiorcami działającymi za granicą.
Ma on trójkę dzieci: Pierfrancesco, Martę i Pierlucę.